# Acacia arcuata
Acacia arcuata é uma espécie de leguminosa do gênero Acacia, pertencente à família Fabaceae.